# エコートレーディング
エコートレーディング株式会社は、ペット用品の卸売を主要事業とする商社である。兵庫県西宮市鳴尾浜に本社を置く。独立系ではあり業界のパイオニアである。業界大手のペット用品卸である。

## 沿革
- 1971年 - エコー販売株式会社設立。
- 1992年 - 現在の社名に変更。
- 1995年 - 大阪証券取引所新2部上場。
- 1996年 - 大阪証券取引所2部指定替え。
- 2003年 - 東京証券取引所2部上場。
- 2005年 - 東京証券取引所、大阪証券取引所各1部指定替え。
- 2008年8月14日 - 関西・九州に地盤を持つ園芸卸業「ニチリウ永瀬」（本社:福岡県北九州市）と業務提携を発表。
- 2010年4月30日 - 大阪証券取引所上場廃止。
- 2013年 - 国分株式会社（現:国分グループ本社株式会社）と資本業務提携。